# Henry Tyrell-Smith

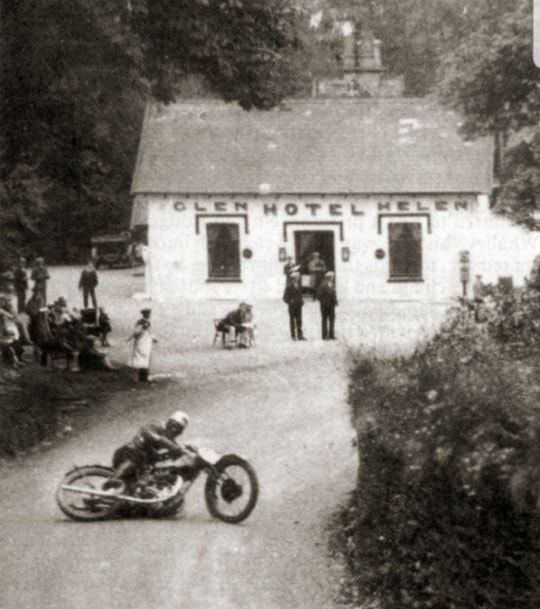
Tyrell-Smiths Sturz bei der Senior TT 1929

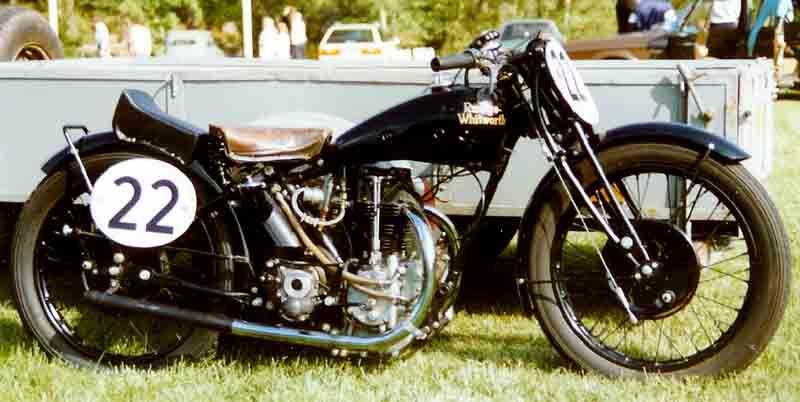
Eine 500-cm³-Rudge Special von 1930 wie sie auch Tyrell-Smith pilotierte.

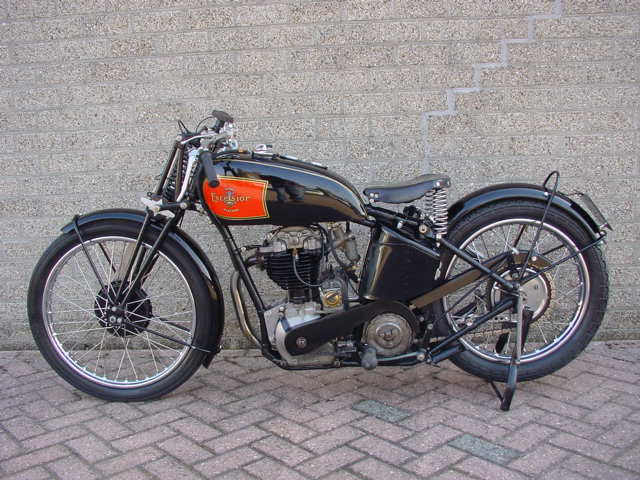
Eine 250-cm³-Excelsior-Manxman-Rennmaschine von 1936.

Henry George Tyrell-Smith (meist H. G. Tyrell-Smith; * 1907 in County Dublin; † 1982) war ein irischer Motorradrennfahrer.

## Leben
Henry Tyrell-Smith wurde in County Dublin geboren. Von 1924 bis 1929 studierte er am Trinity College in Dublin Ingenieurwissenschaften und machte einen Bachelor-Abschluss.
Von 1936 bis 1939 arbeitete er für die Versuchsabteilung der Excelsior Motor Company in Coventry. Während des Zweiten Weltkrieges war Tyrell-Smith von 1939 bis 1942 für die British Army bei der Bristol Aeroplane Company tätig und erprobte Einzylindermotoren. Im Jahr 1942 wurde er im neu gegründeten Royal Electrical and Mechanical Engineers (REME), das sich um die Wartung der Geräte und Fahrzeuge der Army kümmerte, direkt in den Rang eines Offiziers erhoben. 1944 unterstützte Tyrell-Smith im Workshop Office der REME die Guards Armoured Division am D-Day der Landung in der Normandie.
Im Jahr 1945 wurde er in den Rang eines Majors erhoben und arbeitete ein einer Motorreparaturwerkstatt der Armee bei Volkswagen in Wolfsburg.
Nach dem Krieg arbeitete Henry Tyrell-Smith wieder in seiner Heimat für die Versuchsabteilung von Triumph und verkaufte für Girling Dämpfer- und Federungssysteme an die britische Motorradindustrie. In den 1960er-Jahren war Henry Tyrell-Smith als Repräsentant für Girling und Botschafter seines Sports regelmäßiger Gast bei der Isle of Man TT. 1972 ging er in den Ruhestand.

## Motorradrennsport
Seine ersten Erfahrungen auf einem Motorrad machte er auf einer Douglas aus dem Ersten Weltkrieg. 1926 wurde er damit Zweiter beim Leinster 200. Im Jahr 1927 gab der Ire auf einer Triumph sein Debüt bei der Isle of Man TT, dem damals schwierigsten und prestigereichsten Motorradrennen überhaupt. Von 1928 bis 1935 startete Tyrell-Smith für Rudge als Werksfahrer. Seine Teamkollegen zu dieser Zeit waren Ernie Nott und Graham Walker, der gleichzeitig als Renndirektor fungierte.
Im Senior-Rennen der 1929er TT, das über sieben Runden und etwa 425 km auf dem Snaefell Mountain Course führte, übernahm Tyrell-Smith schnell die Führung. In der vierten Runde hatte er bereits über drei Minuten Vorsprung, als er bei Glen Helen zu Sturz kam und einige Maschinen passieren lassen musste, das Rennen aber wieder aufnehmen konnte. Percy Hunt auf Norton lag zwischenzeitlich in Führung, bekam jedoch technische Probleme und musste Charlie Dodson auf Sunbeam passieren lassen. Tyrell-Smith holte wieder auf und musste im Ziel nach über dreieinhalb Stunden nur Dodson und dessen Teamkollegen Alec Bennett den Vortritt lassen. Als er nach dem Rennen untersucht wurde, wurden Beinverletzungen und drei gebrochene Rippen festgestellt. 1929 feierte Henry Tyrell Smith auch seine ersten Erfolge bei internationalen Rennen. So gewann er auf Rudge die 500-cm³-Rennen um den Großen Preis der Tschechoslowakei in Prag-Zbraslav und den Großen Preis von Deutschland auf der Nürburgring-Nordschleife.
Bei der Motorrad-Europameisterschaft 1930, die im Rahmen des Großen Preises von Belgien in Spa-Francorchamps ausgetragen wurde, setzte sich Henry Tyrell-Smith gegen seinen Teamkollegen Graham Walker und seinen Landsmann Johnny Duncan (Raleigh) durch und krönte sich damit zum Halbliter-Europameister. 1931 war der Ire auch auf kleinvolumigen Maschinen erfolgreich. So gewann er in der 250-cm³-Klasse die Dutch TT in Assen sowie in der 350er-Kategorie wiederum den Großen Preis von Deutschland in der Eifel. 1932 siegte Tyrell-Smith unter anderem beim Ulster Grand Prix in Nordirland und auf der schnellen Brooklands-Bahn in England, jeweils auf 350-cm³-Rudge. In der Saison 1934 gewann er auf Viertelliter-Rudge den Grand Prix von Belgien sowie zum dritten Mal in seiner Laufbahn den Großen Preis von Deutschland, der mittlerweile auf dem Badberg-Viereck in Hohenstein-Ernstthal ausgetragen wurde.
Zur Saison 1936 wechselte Tyrell-Smith zu Excelsior. In der 250-cm³-Kategorie pilotierte er eine Maschine mit Vierventil-OHC-Motor und zwei Vergasern. Damit wurde er bei der Lightweight-TT Zweiter hinter Bob Foster (New Imperial). Kurze Zeit später gewann der Ire zum vierten und letzten Mal in seiner Karriere den Grand Prix von Deutschland, der in diesem Jahr EM-Lauf war, und wurde so 250-cm³-Europameister 1936.
1938 gewann Tyrell-Smith das North West 200. Mit Ausbruch des Zweiten Weltkrieges und der damit verbundenen Einstellung der Rennaktivitäten und Umstellung der britischen Wirtschaft auf Kriegsproduktion beendete der Ire seine Laufbahn.

## Statistik

### Erfolge
- 1930 – 500-cm³-Europameister auf Rudge
- 1936 – 250-cm³-Europameister auf Excelsior

### Isle-of-Man-TT-Siege
| Jahr | Klasse           | Maschine | Durchschnittsgeschwindigkeit |
| ---- | ---------------- | -------- | ---------------------------- |
| 1930 | Junior (350 cm³) | Rudge    | 71,08 mph (114,39 km/h)      |

### North-West-200-Siege
| Jahr | Klasse  | Maschine  | Durchschnittsgeschwindigkeit |
| ---- | ------- | --------- | ---------------------------- |
| 1938 | 250 cm³ | Excelsior | 64,54 mph (103,87 km/h)      |

### Weitere Rennsiege
(gefärbter Hintergrund = Europameisterschaftslauf)
| Jahr | Klasse  | Maschine  | Rennen                            | Strecke                  |
| ---- | ------- | --------- | --------------------------------- | ------------------------ |
| 1929 | 500 cm³ | Rudge     | Großer Preis der Tschechoslowakei | Prag-Zbraslav            |
| 1929 | 500 cm³ | Rudge     | Großer Preis von Deutschland      | Nürburgring-Nordschleife |
| 1930 | 500 cm³ | Rudge     | Großer Preis von Belgien          | Spa-Francorchamps        |
| 1931 | 250 cm³ | Rudge     | Dutch TT                          | Circuit van Drenthe      |
| 1931 | 350 cm³ | Rudge     | Großer Preis von Deutschland      | Nürburgring-Nordschleife |
| 1932 | 350 cm³ | Rudge     | Ulster Grand Prix                 | Clady Circuit            |
| 1932 | 350 cm³ | Rudge     | Brooklands Grand Prix             | Brooklands               |
| 1934 | 250 cm³ | Rudge     | Großer Preis von Belgien          | Spa-Francorchamps        |
| 1934 | 250 cm³ | Rudge     | Großer Preis von Deutschland      | Badberg-Viereck          |
| 1936 | 250 cm³ | Excelsior | Großer Preis von Deutschland      | Badberg-Viereck          |

## Verweise